# Knütgen
Die Familie Knütgen (in anderen Schreibweisen auch Knuytgin, Knytgen, Cnytgen, Kneutgen u. a.) war eine einflussreiche Töpferdynastie in der Siegburger Aulgasse. Sie dominierte zwischen dem 15. und 17. Jahrhundert die Siegburger Steinzeugproduktion und das Ulnerhandwerk der Stadt. Ihren Reichtum schöpften die Knütgens aus der kunstvollen Herstellung von feinem Steinzeug und deren Fernhandel. Die Familie erlebte im 16. Jahrhundert ihren wirtschaftlichen Höhepunkt in Siegburg, bevor sie in Folge von Kriegen und Repressalien ins Kannenbäckerland und ins Bergische auswanderte.

## Die Familie
Neben der Familie Flach (Vlach) waren die Knütgens die größte und bedeutendste Töpferfamilie Siegburgs. In den Zunftlisten sind allein für die Jahre 1564 und 1572 sechs Werkstätten belegt, die einem Knütgen zuzuordnen sind.
Mitglieder der Familie Knütgen spielten auch in der Politik Siegburgs eine Rolle. 1655 ist ein Johann Knütgen Bürgermeister von Siegburg.

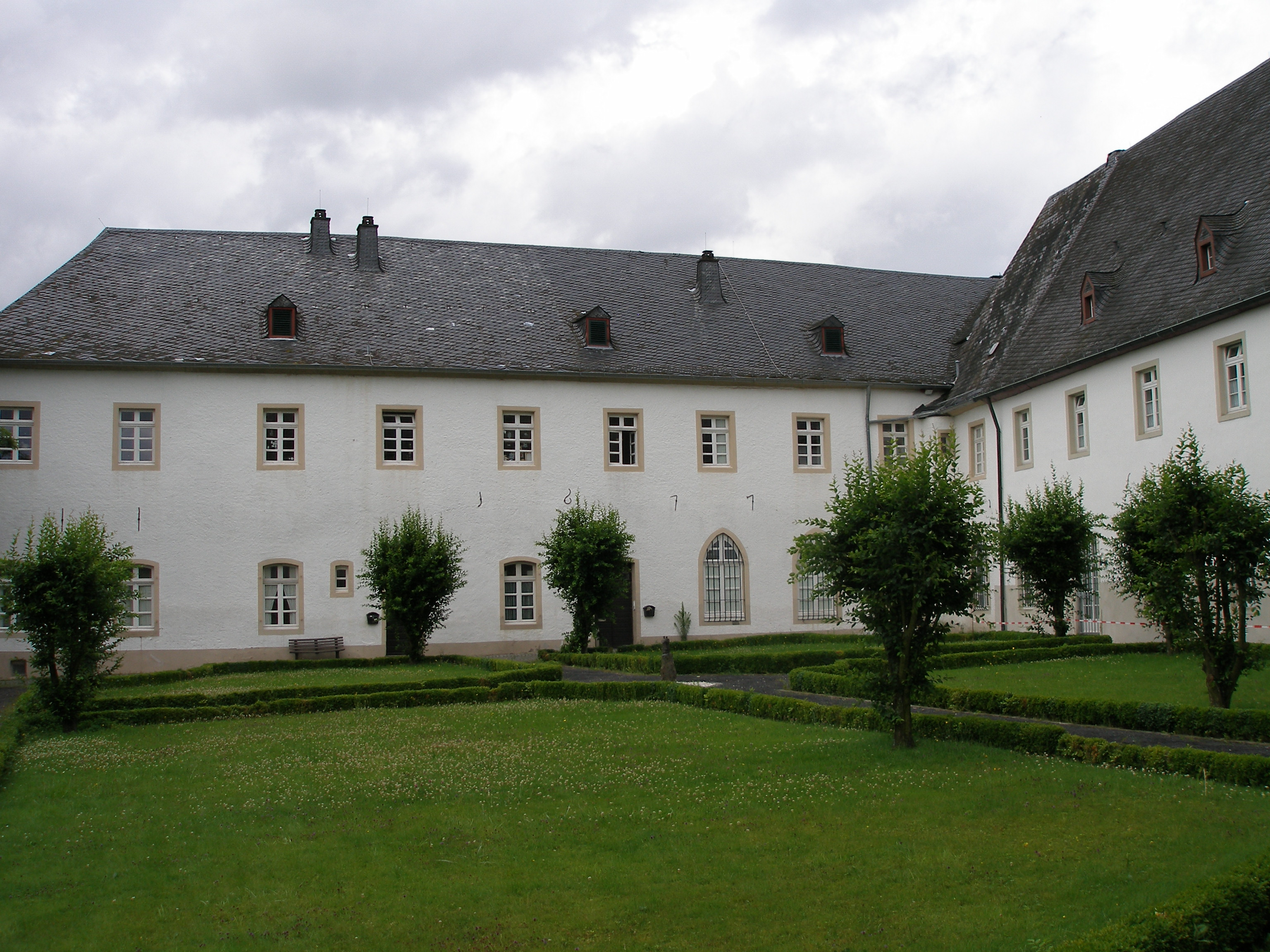
Das Kloster Bödingen heute.

Erstmalige Erwähnung findet die ursprünglich aus Köln stammende Familie Knütgen 1427 als Stifter im Memorienregister des Klosters Bödingen. Die Verbundenheit der Familie Knütgen mit dem Kloster bleibt offenbar im gesamten 15. Jahrhundert bestehen. 1494 stiftet eine Adelheid Knütgen, die Witwe des Töpfers Peter Knütgen, dem Kloster 40 Gulden für ein ewiges Jahresamt zu Ehren ihres verstorbenen Mannes. Ein Jahr später, 1495, stiftet ein Tillmann Knütgen, vermutlich der Sohn des Peter Knütgen, ebenfalls 40 Gulden für die gleiche jährliche Andacht. Dieselbe Quelle berichtet, dass Tillmann Knütgens Sohn Johannes seinerzeit Novize in dem Kloster war.
Bereits 1488 nennt eine städtische Rechnung über Reparaturarbeiten an der Stadtmauer mit Heyntz Knuytgijns erstmals einen Töpfer der Familie namentlich.
Besonders der Vorname Johann war in der verzweigten Familie Knütgen weit verbreitet. Familienverhältnisse sind hier nur schwer zu unterscheiden. In einem Gerichtsprotokoll von 1637 tauchen gleich drei unterschiedliche Johann Knütgens auf. Als Unterscheidungsmerkmal erhalten sie in den Urkunden einen Namenszusatz, meist einen Flurnamen, wie uff der Bach oder unter der Eich.

### Anno Knütgen

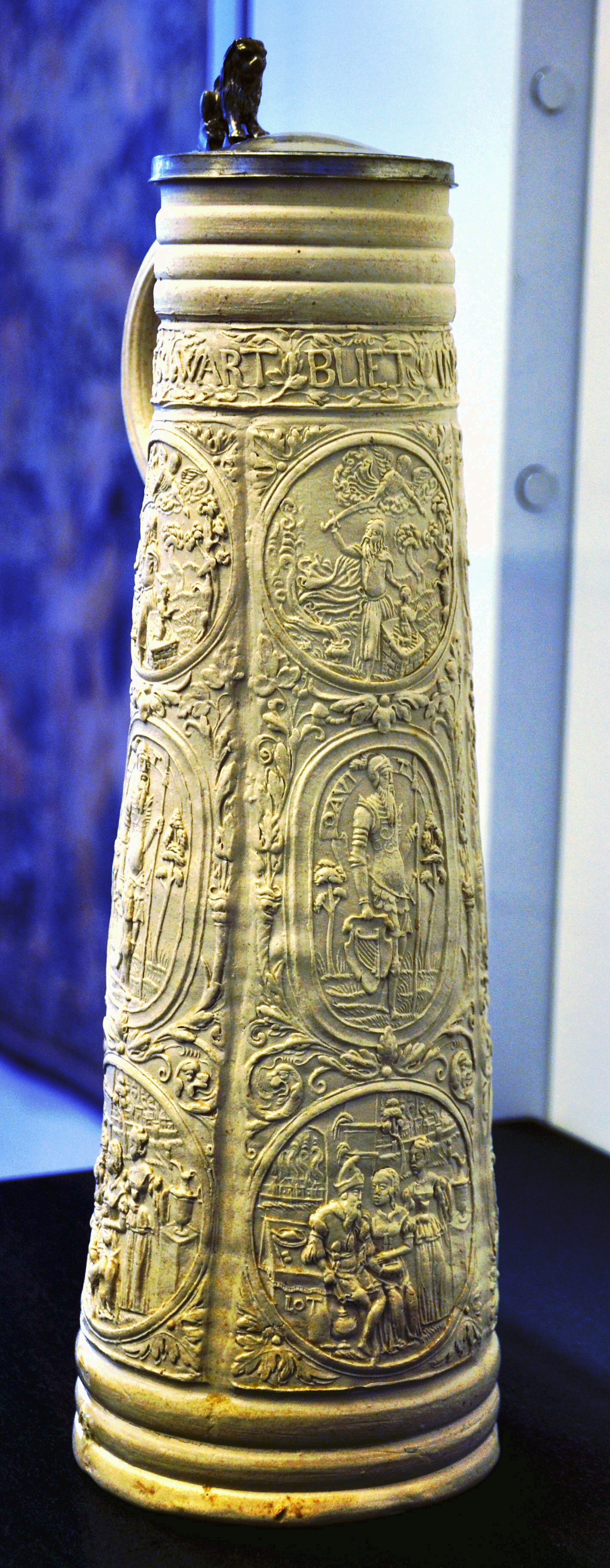
Schnelle des Franz Trac mit biblischen Szenen (nach 1560).

Der bedeutendste Vertreter der Familie war Anno Knütgen († um 1590 in Höhr-Grenzhausen). Er besuchte eine Klosterschule und erwarb sich juristische Kenntnisse. Ab 1568 wird Anno Knütgen als herzoglich bergischer Vogt geführt, der somit direkter Vertreter des Herzogs von Jülich-Kleve-Berg bei der Stadt und der Abtei Siegburg war. Als Töpfermeister taucht er ab 1564 auf den Zunftlisten auf. Auch wenn Anno Knütgen selbst nicht ein bekanntes Gefäß zuzuordnen ist, stammen aus seiner Werkstatt die feinsten und künstlerisch hochstehendsten Steinzeugprodukte seiner Zeit. Für Anno Knütgen waren fähige Werkmeister, wie Franz Trac tätig. In den 60er Jahren des 16. Jahrhunderts, während des Beschäftigungszeitraums Tracs, erlebte die Anno’sche Töpferei ihren wirtschaftlichen Höhepunkt. Eine Innovation Annos war die Einführung einer blauen Salzglasur um 1587 in Siegburg mit der bereits drei Jahre zuvor Jan Emens Mennicken in Raeren experimentiert hatte. In Siegburg brachte dieser Versuch zwar nicht den gewünschten Erfolg, erwies sich aber für die Steinzeugherstellung im Westerwald als wegweisend. In den Jahren 1569 bis 1571 führte Peter Knütgen die Werkstatt Annos weiter und übernahm etliche Vorlagen von Franz Trac. Nach dem Truchsessischen Krieg verlässt er mit seinen Söhnen Bertram und Rutger die stark in Mitleidenschaft gezogene Aulgasse und siedelt sich um 1590 in Höhr-Grenzhausen im Kannenbäckerland (Westerwald) an, wo er kurz darauf verstirbt. Ein weiterer Sohn Annos, Hermann, zog im Jahr 1600 nach. Die anderen Teile der Familie Knütgen, darunter Christian Knütgen, bleiben zunächst in Siegburg und produzieren weiter.

### Hans Hilgers

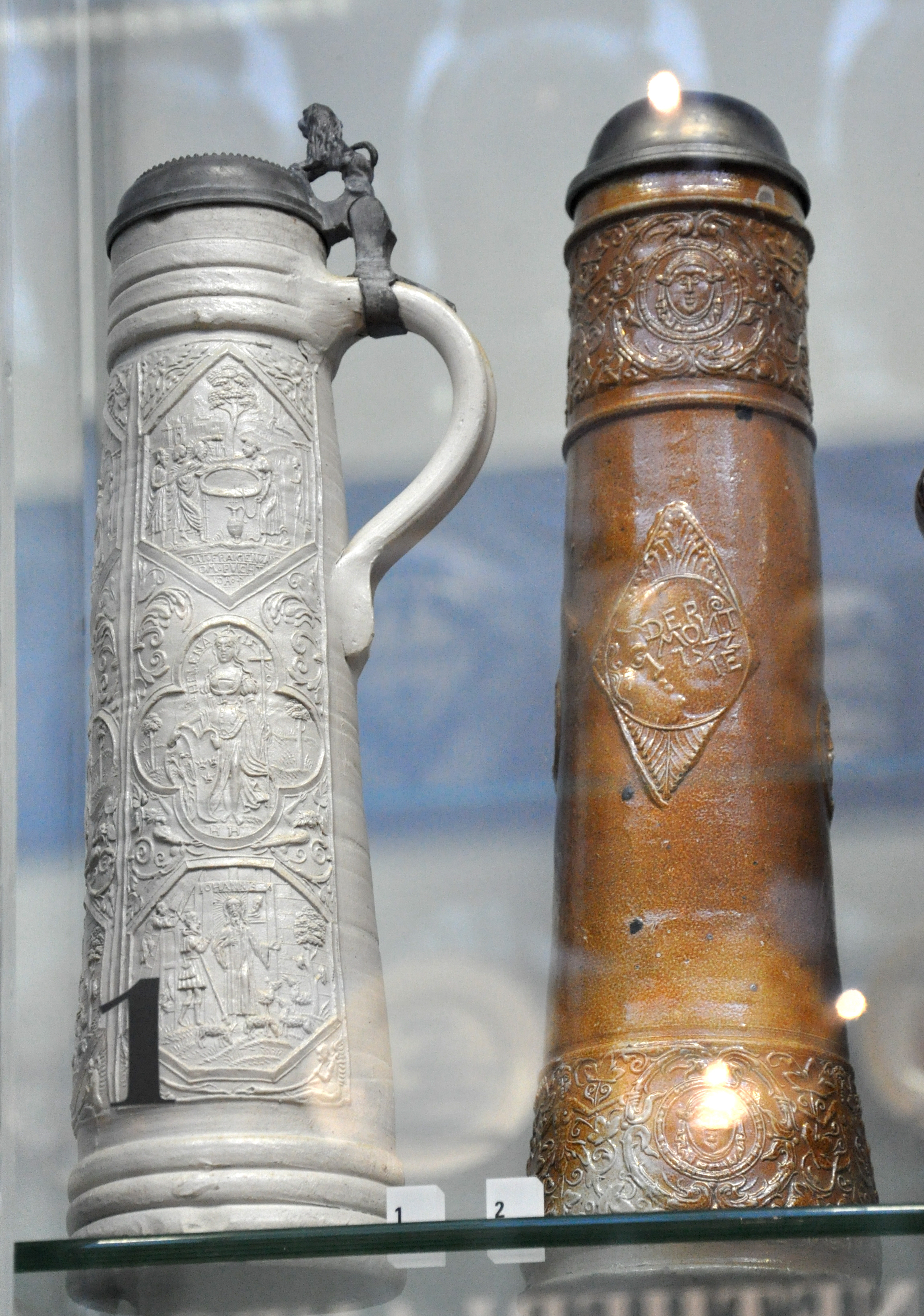
Links im Bild eine Schnelle von Hans Hilgers (1570). V&A, London.

Hans Hilgers, eigentlich mit Geburtsnamen Johann Knütgen, war der Sohn des 1564 oder 65 verstorbenen Hilger Knütgen. Nach dem Tod des Vaters wuchs er bei seinem Onkel Peter Knütgen auf und erlernte dort das Töpferhandwerk. Seinen ersten großen Auftrag erhielt Hans Hilgers im Juli 1570, als er 3900 Ziegelsteine für den Umbau des Siegburger Rathauses liefern sollte. Kurz darauf heiratete er Apolonia. Hans Hilgers ist der Kunstgeschichte vor allem durch seine Matrizen bekannt, die auch in den Töpferzentren Raeren, Langerwehe und im Kannenbäckerland verwendet wurden. Dennoch war er mehr Handwerker denn Künstler. Sein Tätigkeitszeitraum lag zwischen 1565 und 1595.

### Christian Knütgen
Die genaue Verwandtschaftsbeziehung zu Anno Knütgen ist bei Christian Knütgen nicht eindeutig. Als Töpfermeister war er in den Jahren 1568 bis 1605 tätig und führte innovative Techniken wie den Kerbschnitt ein. Er ist der dominierende Siegburger Töpfermeister der Spätrenaissance und gilt neben Franz Trac zu den kunstgeschichtlich bedeutendsten Persönlichkeiten in der Herstellung von feiner Steinzeugware.

## Hexenprozesse und Übersiedlung nach Troisdorf-Altenrath
Als nach dem Dreißigjährigen Krieg schwedische Truppen unter General Baudissin 1632 Siegburg und die Aulgasse verheert hatten, erlitt auch die Siegburger Töpferindustrie einen massiven Einbruch. In der Folge versuchten der Abt und die Zünfte das Handwerk zu stärken, indem sie strengere Konditionen festlegten. Dies wirkte sich jedoch gegenteilig auf die Töpferproduktion aus. Zudem litt die Familie Knütgen neben einer zunehmenden Verschuldung unter juristischen Repressalien. Für die Jahre 1636 und 1638 sind Hexenprozesse gegen Familienmitglieder überliefert. 1638 wurde der Töpfermeister Dietrich Kneutgen an der Linden festgenommen und von dem betrügerischen Hexenjäger Franz Buirmann der Hexerei angeklagt und öffentlich auf dem Scheiterhaufen verbrannt. Dietrichs Witwe musste für die Prozesskosten in Höhe von 86 Reichstalern aufkommen. Zwei Drittel der Summe bekam der Hexenjäger. 1647 wurde eine gewalttätige Auseinandersetzung zwischen einem Johann Knütgen und Franz Buirmann aktenkundig. So verließen weitere Teile der Familie Knütgen, die während der schwedischen Besatzung ausgeharrt hatten, die Aulgasse und ließen sich in Troisdorf-Altenrath am Rand des Bergischen Landes nieder, wo sie neuerlich mit der Steinzeugproduktion begannen. Der Siegburger Abt Bertram von Bellinghausen unternahm nach Abzug der Schweden den Versuch, die Familie Knütgen zur Rückkehr in die Aulgasse zu bewegen. Als diese sich verweigerten, ließ der Abt am 12. Mai 1636 alle Besitztümer der Familie Knütgen in Siegburg beschlagnahmen. Die Knütgens ersuchten bei ihrem neuen Landesherrn, dem Pfalzgrafen Wolfgang Wilhelm, um Hilfe. Wolfgang Wilhelm setzte den Abt mit einem harschen Schreiben vom 6. April 1637 unter Druck. Ob diese Intervention Erfolg hatte, ist nicht überliefert. Noch im Frühjahr 1637 war ein Johann Knütgen nach Altenrath übergesiedelt. 1651 folgte Heinrich Knütgen mit dessen Frau Maria. Die Familie Knütgen jedenfalls blieb in Altenrath ansässig, wo sie noch bis Ende des 17. Jahrhunderts Töpferwaren herstellte.

## Verbleib in Siegburg

Die Aulgasse auf der Karte von Tranchot um 1810

Trotz der widrigen Bedingungen, unter denen die Familie Knütgen in Siegburg in der ersten Hälfte des 17. Jahrhunderts lebte, waren einige Familienmitglieder als Töpfermeister in der Aulgasse verblieben. Ein städtisches Pachtregister von 1646 führt sieben Siegburger Töpferwerkstätten auf, von denen fünf Betriebe Mitgliedern der Familie Knütgen gehörten. Diese sind namentlich: Dietrich Knuetgen der Junger, Johannes Knuetgen, Heinrich Knuetgen, Wilhelm Knuetgen und Johannes uff der Bach. Ein Jahrzehnt später sind von diesen sieben Werkstätten nur noch drei verblieben. Wie viele von diesen letzten Siegburger Töpfermeistern noch zur Familie Knütgen zählten, ist unbekannt. Abt Johann von Bock zu Pattern war 1654 gezwungen einen ortsfremden Töpfermeister in die bis dahin geschlossene Siegburger Ulnerzunft aufzunehmen, da diese auszusterben drohte. Die Siegburger Steinzeugproduktion erlangte jedoch nie mehr die Bedeutung und dieselbe künstlerische Höhe, die sie in der zweiten Hälfte des 16. Jahrhunderts hatte.

### Familiengrab in St. Servatius

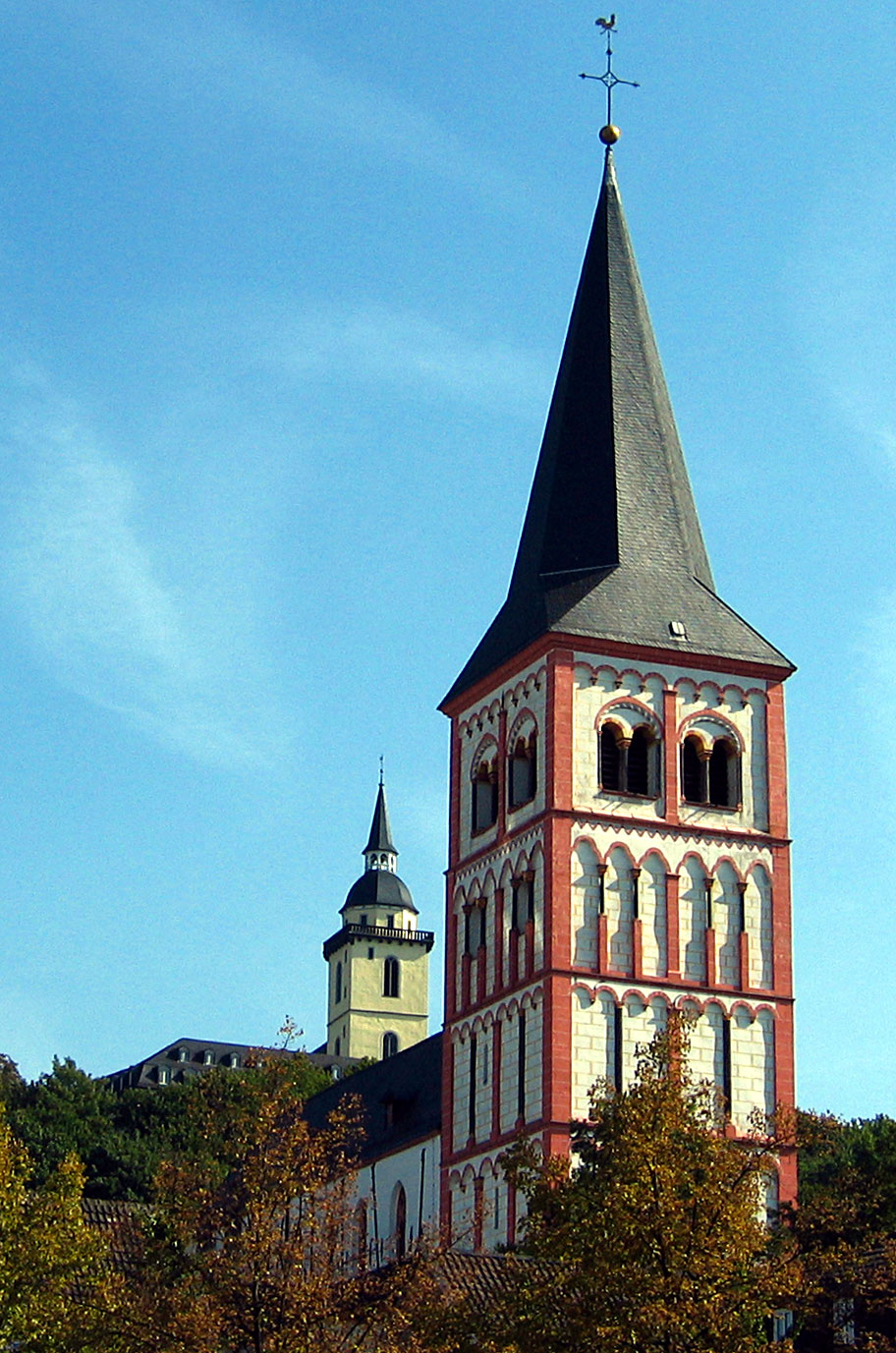
Die St. Servatiuskirche unterhalb der Abtei.

Johann Knütgen der Jüngere, genannt der Reiche Jan, hatte vor seinem Ableben 1548 in der Kirche St. Servatius eine Begräbnisstätte für sich und seine Nachfahren gekauft. Beigesetzt sind hier neben dem Reichen Jan, Peter Knütgen († 1571) und Johann (Hans) Hilgers († 1610).

## Kunsthistorische Bedeutung
Töpfereiprodukte aus den Werkstätten der Familie Knütgen finden sich in Kunstmuseen auf der ganzen Welt. Das Deutsche Keramikmuseum zeigt als Hauptwerk der rheinischen Töpferkunst eine reich verzierte Gurde von Anno Knütgen um 1570. Eine Sammlung bedeutender Stücke sind ebenfalls im Museum für Angewandte Kunst Köln ausgestellt.
Besonders aus der Werkstatt des Anno Knütgen, die zwischen 1560 und 1570 ihren wirtschaftlichen Höhepunkt hatte, stammen künstlerisch hochstehende Gefäße.

## Varia
In Siegburg erinnert heute noch die Knütgenstrasse an die Töpferdynastie. Nördlich zweigt der Franz-Trac-Weg ab. Das Wohnhaus und eine Werkstatt des Anno Knütgen stand in der Aulgasse auf Höhe des heutigen Grundstücks Nummer 8 innerhalb des Töpfereibezirks „Untere Aulgasse“.